# 陳以忠
陳以忠（1440年—？），字孟藎，順天府宛平縣人，富戶籍。明朝政治人物。進士出身。

## 生平
順天府鄉試第一百十三名。成化八年（1472年）壬辰科會試第一百六十名，殿試登進士第二甲第三十四名。

## 家族
曾祖父陳信之。祖父陳仲賢。父亲陳廣。